# Gastroboletus xerocomoides
Gastroboletus xerocomoides är en svampart som beskrevs av Trappe & Thiers 1969. Gastroboletus xerocomoides ingår i släktet Gastroboletus och familjen Boletaceae.   Inga underarter finns listade i Catalogue of Life.